# Montserrat Ventura
Montserrat Ventura (San Luis Potosí) también conocida como Moon Venture es una activista, artista e ilustradora mexicana, que representó a México en el Fashion Show de Victoria Secret en 2024 a través de un mural.
Además, ha ilustrado productos de marcas como Netflix, Adidas, la NBA, Palacio de Hierro y Bioderma.

## Biografía
Estudió diseño gráfico en la Universidad Autónoma de San Luis Potosí y en 2022 fue nombrada por la revista Forbes como parte de las 100 personas mexicanas más creativas y fue la única mexicana acreedora a la beca del Instituto Europeo Design.
Fue directora de arte del Hola Mexico Film Festival; mientras que su trabajo se ha expuesto en México, Estados Unidos, Londres Italia y Alemania.

## Estilo artístico
Su estilo se concentra en la lucha feminista, la fortaleza y diversidad de las mujeres.
Yo empecé con un tema personal haciendo estas ilustraciones. Desde que era estudiante todos mis trabajos eran temas de la energía de la mujer y, en específico, contra la violencia. He vivido cosas fuertes, he pasado situaciones innecesarias, y también las mujeres que crecieron conmigo, y la rabia de ver las noticias, toda esa rabia contenida, me hace plasmarlo.

## Obra
- Mural Raíces (2024)
- Mural El Encuentro (2024)

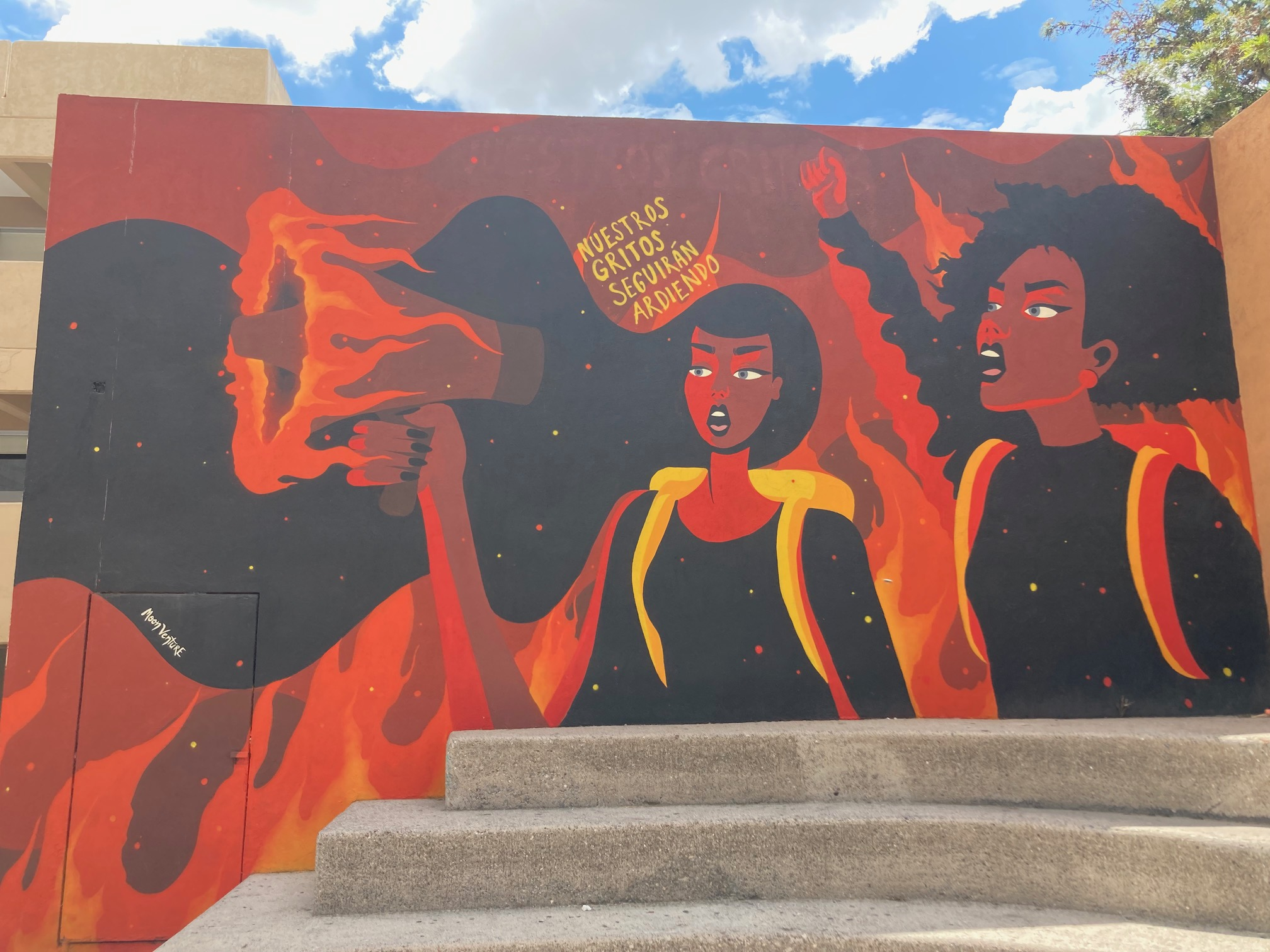
Nuestros Gritos

- Hasta ser escuchadas (Museo Memoria y Tolerancia, 2022)[11]
- Furia (2021)
- Nuestros gritos (2020)